# Chthonius jonicus
Chthonius jonicus är en spindeldjursart som beskrevs av Beier 1931. Chthonius jonicus ingår i släktet Chthonius och familjen käkklokrypare. Inga underarter finns listade i Catalogue of Life.